# Ai Cập thuộc Sassanid
Ai Cập thuộc Sasanian (được biết đến trong các nguồn ở Trung Ba dưới tên Agiptus) đề cập đến các quy tắc ngắn gọn của Ai Cập La Mã và một phần của Libya bởi Đế chế Sasanian.
Quốc gia này tồn tại từ 619 đến 629, cho đến khi vua Sasanid là Shahrbaraz liên minh với hoàng đế Byzantine là Heraclius để kiểm soát Greco-Roman thì Ai Cập đã trở lại với ông.